# Květa Marková
Květa Marková (19. září 1942 Kroměříž – 16. listopadu 2022 Praha) byla členkou československého opozičního hnutí v 60. až 80. letech 20. století a signatářkou Charty 77. Za svou činnost byla v roce 1972 odsouzena k nepodmíněnému trestu odnětí svobody. V roce 1990 byla na jedno volební období zvolena za Občanské fórum zastupitelkou Prahy 2.   

## Osobní život
Rodiči Květy Markové byli učitelka Zdeňka, roz. Pachlová, původem z Holešova a advokát Vladimír Marek původem z Orlové. Spolu s nimi a starší sestrou Zdeňkou vyrůstala Květa Marková v Českém Těšíně. 
Po vystudování dvouleté střední sociálněprávní školy v Praze se v roce 1963 přestěhovala do Brna. Zde nastoupila do svého prvního zaměstnání jako sociální pracovnice. Svou práci musela na několik let přerušit kvůli výkonu trestu. V roce 1977 se přestěhovala do Prahy. Zde pracovala jako úřednice a jako účetní. Od roku 1977 až do konce života bydlela v Plavecké ulici 8 v Praze 2.

## Politické aktivity
Období Pražského jara znamenalo pro Květu Markovou začátek politického angažmá. Na podporu politiky Alexandra Dubčeka založila na přelomu února a března 1969 tzv. Dubček-klub, který se věnoval pořádání diskuzí a dalších setkání.  
Brzy se seznámila s dalšími představiteli brněnského disentu: s Jaroslavem Šabatou, Annou Koutnou nebo Vlastimilou Tesařovou. Od jara 1970 se společně podíleli na samizdatovém rozmnožování tiskovin. Květa Marková také šířila letáky, které informovaly o nedemokratičnosti voleb v Československu. Za to byla odsouzena v srpnu 1972 k nepodmíněnému trestu odnětí svobody na 3 roky.  Propuštěna byla na konci roku 1973 na základě amnestie vyhlášené prezidentem Ludvíkem Svobodou.  
Po vzniku Charty 77 se podílela na její činnosti. Podporovala také činnost Výboru na obranu nespravedlivě stíhaných.
Za svou opoziční činnost získala od Ministerstva obrany České republiky osvědčení účastnice odboje a odporu proti komunismu podle zákona č. 262/2011 Sb.
V roce 1990 byla Květa Marková zvolená za Občanské fórum členkou zastupitelstva Prahy 2, v němž působila jedno volební období.